# Уилсон, Хэрриэтт
Хэ́рриэтт Уи́лсон (англ. Harriette Wilson; 22 февраля 1786, Лондон, Королевство Великобритания — 10 марта 1845, там же) — английская писательница, куртизанка эпохи Регентства.

## Биография
Отец — швейцарец по происхождению Джон Джеймс Дюбуше, часовых дел мастер, владевший небольшой лавочкой-мастерской в лондонском районе Мейфэр (ныне — весьма фешенебельном). Мать — Амелия Кук, незаконная дочь поэта и эссеиста Айзека Хоукинса Брауна. Хэрриэтт — шестая из 15 детей семейства. Фамилию Уилсон — вместе с другими детьми — получила от отца в 1801 году. В это же время начала карьеру, в 15 лет став любовницей вдвое старшего её генерал-майора британской армии, графа Уильяма Крейвена (его мать, Элизабет Крейвен, графиня Беркли, маркграфиня Ансбахская, была светской дамой и писательницей). В дальнейшем интимными друзьями Хэрриэтт были сам принц-регент, будущий король Георг IV, три его премьер-министра — Джордж Каннинг, лорд Пальмерстон, герцог Веллингтон, а также барон Брум и Вокс, лорд-канцлер Великобритании, крупнейшие дипломаты, виконты Фредерик Лэм и Джон Понсонби, многие другие знатные и высокопоставленные люди эпохи. Она была хорошо знакома с Браммелом, князем Эстерхази и др.
Куртизанками стали ещё, по крайней мере, три сестры Хэрриэтт (по другим сведениям — пять). Все они с разным успехом соперничали друг с другом. Но лишь одной, Софии, удалось женить на себе покровителя: в 17 лет она стала леди Бервик.
Вскоре после выхода своих мемуаров (1825) Хэрриэтт переехала в Париж, попыталась заняться литературой, выпустив за свой счёт сатирический роман с ключом «Парижские львы и лондонские тигры» (1825, переизд. 1935) и ещё несколько книг, не имевших успеха у современников. Вернувшись в Лондон, покровительствовала юным девицам. Обратилась в католичество. Умерла в бедности и забвении. На её похоронах из прежних многочисленных друзей присутствовал только бывший лорд-канцлер страны, барон Брум и Вокс.

## Мемуары
Опубликовала мемуары в отместку любовникам, которые обманули её ожидания (до этого пыталась их шантажировать и заставить откупиться от разоблачений). Герцог Веллингтон отозвался на её предложение словами, вошедшими в легенду: «Печатай и будь проклята!». Имя короля Георга, в конце концов, упомянуто все же не было — предполагают, что за него внесли деньги. Книга в девяти выпусках появилась в феврале-августе 1825 года, имела сногсшибательный успех (тридцать изданий были распроданы за первый год, вышел шеститомный французский перевод и т. д.), с тех пор многократно переиздавалась в полном и сокращенном виде. Среди новейших изданий:
- Harriette Wilson’s memoirs /Select., ed., introd. by Lesley Blanch. London: Phoenix, 2003
- Whore biographies, 1700—1825/ Julie Peakman, ed. Vol.7. Memoirs of Harriette Wilson (1825). London; Brookfield: Pickering & Chatto, 2006

## Образ в поздней словесности
Упоминания об Уилсон и её любовном искусстве содержатся в записках Коры Перл. Судьбе и книге Уилсон посвятила эссе Вирджиния Вулф (1925). В недавнее время Хэрриэтт стала героиней романа американской писательницы Стефани Баррон Jane and the Barque of Frailty из серии её Jane Austin Mysteries — исторических детективов о Джейн Остин (2006, переизд. 2007).